# Erhard Nehring
Erhard Nehring (* 20. Februar 1892 in Lissen (Ostpreußen); † 9. Februar 1982 in Berlin) war ein deutscher Mediziner und Bakteriologe.

## Leben und Wirken
Nehring besuchte das Königliche Gymnasium in Lyck und begann anschließend ein Studium der Medizin an der Albertus-Universität in Königsberg. Im Sommersemester 1913 wurde er Mitglied der Burschenschaft Germania. Im Ersten Weltkrieg wurde er als Unteroffizier 1916 an der Ostfront verwundet und mit dem Eisernen Kreuz II. Klasse ausgezeichnet. 1920 wurde er mit seiner Dissertation Casuistische Beiträge zur Kenntnis der Aktinomykose während des Weltkrieges promoviert. Er forschte in der Folge am Hygienischen Institut der Königsberger Universität. 1923 wechselte er an das Landesinstitut für Wasserhygiene in Berlin-Dahlem, wo er 1929 zum Professor ernannt wurde.
Von 1950 bis 1957 war Nehring Leiter des Instituts für Wasser-, Boden- und Lufthygiene in Berlin-Dahlem. Durch die Vereinigung des von ihm geleiteten Instituts mit anderen Instituten zum Bundesgesundheitsamt 1952 wurde er Erster Direktor am Bundesgesundheitsamt.
Nehring war verheiratet und hatte eine Tochter. Er starb am 9. Februar 1982 (nach anderen Angaben am 20. Februar) in Berlin-Steglitz an den Folgen eines bereits im November 1981 erlittenen Verkehrsunfalls.

## Auszeichnungen
- Eisernes Kreuz II. Klasse (1916)
- Großes Bundesverdienstkreuz (1957)

## Veröffentlichungen
- Casuistische Beiträge zur Kenntnis der Aktinomykose während des Weltkrieges (Dissertation), 1920.
- Die Abwasserbeseitigung der Stadt Neumünster in Holstein unter besonderer Berücksichtigung der dortigen Gerbereiabwässer. Nebst: Bericht über unsere in Neumünster zwecks Nachprüfung der Anwendbarkeit des Mannes’schen Bodenfilterprojektes ausgeführten Filterversuche, unsere Untersuchungen über das Vorkommen von Milzbrandsporen in Wildhautgerbereien und unsere Nachprüfung der für milzbrandverdächtige Häute und Felle empfohlenen Desinfektionsverfahren (gemeinsam mit Bernhard Bürger), 1925.